# Michael Morrison (remero)
Michael Morrison es un deportista estadounidense que compitió en remo. Ganó dos medallas de bronce en el Campeonato Mundial de Remo, en los años 1985 y 1987.

## Palmarés internacional
| Campeonato Mundial | Campeonato Mundial     | Campeonato Mundial | Campeonato Mundial        |
| Año                | Lugar                  | Medalla            | Prueba                    |
| ------------------ | ---------------------- | ------------------ | ------------------------- |
| 1985               | Malinas (Bélgica)      | Medalla de bronce  | Cuatro sin timonel ligero |
| 1987               | Copenhague (Dinamarca) | Medalla de bronce  | Ocho con timonel ligero   |